# Рунг, Фредерик
Фредерик Рунг (дат. Frederik Rung; 14 июня 1854 — 22 января 1914) — датский композитор и дирижёр. Сын композитора Хенрика Рунга. Младший брат Софи Келлер.
Учился у своего отца, а затем в 1867—1870 гг. в Копенгагенской консерватории у Нильса Гаде и Иоганна Петера Эмилиуса Хартмана. Играл в копенгагенском Королевском театре на гитаре, мандолине, виоле д’амур. С 1872 г. работал репетитором в оперном театре, с 1884 г. дирижёр, с 1908 г. главный дирижёр Королевской капеллы. В 1881—1893 гг. преподавал фортепиано в консерватории.
Автор двух опер, двух балетов, симфонии, камерной и театральной музыки, музыковедческих сочинений.